# Hard to Frame
Hard To Frame je česko-slovenská elektronická hudební skupina založena v roce 2013 producentem a skladatelem Ondřejem Černohorským a Vendulou Černohorskou. Kapela hraje převážně mix stylů breakbeat, dubstep a drum and bass.

## Historie
Skupina Hard to Frame byla založena v roce 2013 a její základní sestavu tvořili autoři hudby Ondřej Černohorský a Vendula Černohorská, bubeník Matouš Bureš a baskytarista Dario Cadorini. V tomto uskupení kapela odehrála svůj první koncert 24. 8. 2013 v Kolíně na festivalu Natruc, kde se kapela poznala se svým budoucím zvukařem Karlem Houdkem.
Začátkem roku 2014 přišla do kapely zpěvačka Anna Doležalová alias N a rapper Petr Eliška alias eFox. V této sestavě kapela vydala v roce 2014 skladby Cold Water, Crippled Soul, What’s That a White Elephant, v roce 2015 digitální EP Out of Frame a v roce 2016 natočila svůj první videoklip k písni Everything is Yellow ve studiu Alfréd Kašpar. Po 2 letech svého působení kapela v tomto složení skončila, když odešli Anna Doležalová, Petr Eliška a Dario Cadorini.
V roce 2017 přišla do kapely Karolina Veselá (zpěv) a Samuel Barcík (bassová kytara), oba tehdejší studenti konzervatoře Jaroslava Ježka a jako dvorní textař kapely působí Tomáš Dvořák alias Tom Cortés.
V roce 2019 kapela vydala debutové album Ghosts na vinylu, které nahrávala převážně v domácím studiu a o master desky se postaralo studio Biotech rukou Ecsona Waldese.
V roce 2020 přišel do kapely Lukáš Horký a nahradil Vendulu Černohorskou, zároveň odešel zvukař Karel Houdek a nahradil ho Ondřej Urban.
Koncem roku 2022 odešel bubeník Matouš Bureš a nahradil ho Adam Dzuro.
V roce 2023 kapela vydala druhé album Plastic Stars opět na vinylu, vinyl graficky zpracoval Oldřich Navrátil, bicí nahrál Adam Dzuro ve studiu Golden Hive, ostatní party byly opět nahrány v domácím studiu, producentem a rovněž textařem je Ondřej Černohorský, nahradil tak textaře předchozího alba, Tomáše Dvořáka.
Na konci roku 2023 odešel bubeník Adam Dzuro a od roku 2024 hraje s kapelou na bicí Václav Švestka.

## Diskografie

### Alba
- 2015: Out of Frame
- 2019: Ghosts
- 2023: Plastic Stars

### Singly
- 2014: Cold Water (instrumental)
- 2014: Crippled Soul (instrumental)
- 2014: What’s That – (instrumental)
- 2014: Cold Water
- 2016: White Elephant
- 2019: Papercut
- 2023: Stranger in Your Heart
- 2023: Stale Situation
- 2023: Plastic Stars Above

### Videa
- 2016: Everything is Yellow
- 2019: Magic Land
- 2019: Bubbles
- 2019: Dreamy Eyes
- 2023: Stranger in Your Heart